# スプラッシュスクリーン

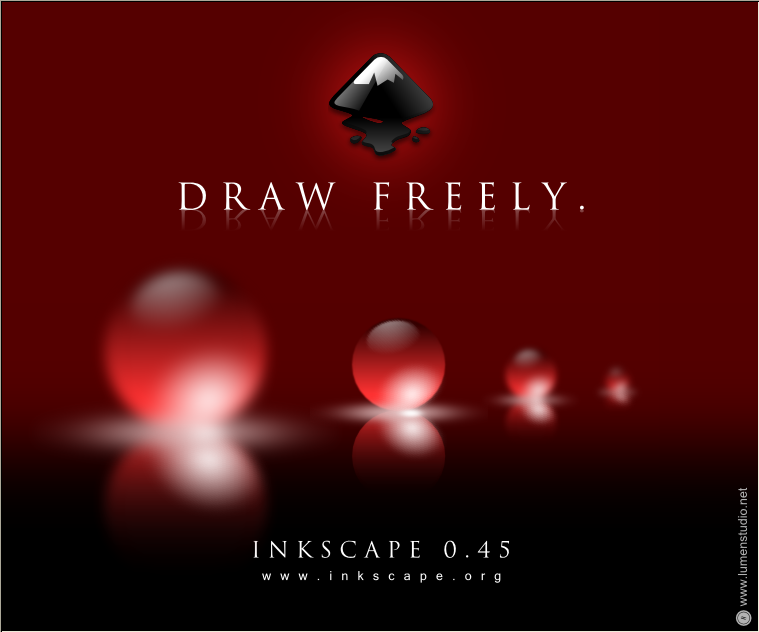
Inkscapeのスプラッシュスクリーン

スプラッシュスクリーン（英:Splash screen）は、コンピュータのアプリケーション起動処理中に画像を表示する技術を指すコンピュータ用語である。たいていは画面全体を覆う大きさではなく、中央に小さな方形で表示される。OSやフルスクリーンで実行されるアプリケーションの場合は全画面表示によるスプラッシュスクリーンとなることが多い。

## 目的
スプラッシュスクリーンは、起動に時間がかかるアプリケーションが起動中であることを操作者に示すために表示される。つまり、スプラッシュスクリーン表示中にはバックグラウンドで何らかのタスクが進行中であるということになる。時にはスクリーン内にプログレスバー等が表示され、進行状況を示すこともある。アプリケーションの起動が完了すると、スプラッシュスクリーンは消える。起動している事や、進捗を表示することで体感的な待ち時間を軽減させる効果はあるが、アプリケーションの実行には必須な物でないため、コンピュータ資源を消費し実際の起動や実行の時間は長くなる。
本来はアプリケーションのユーザビリティを高めるものであるが、過度にアニメーション、グラフィックなど視覚に訴えるものや、音を伴うものなどのスプラッシュスクリーンもしばしば見られる。しかしながら、ユーザーエクスペリエンスの観点からはあまり好ましくないとされる場合もある。